# Коритницька волость
Коритницька волость — адміністративно-територіальна одиниця Володимир-Волинського повіту Волинської губернії Російської імперії та Української держави. Волосний центр — містечко Коритниця. 
Станом на 1885 рік складалася з 11 поселень, 12 сільських громад. Населення — 3434 осіб (1571 чоловічої статі та 1863 — жіночої), 346 дворових господарств.
|                     | Площа, десятин | У тому числі орної, дес. |
| ------------------- | -------------- | ------------------------ |
| Сільських громад    | 4310           | 1839                     |
| Приватної власності | 7377           | 378                      |
| Казенної власності  | 3884           | 15                       |
| Іншої власності     | 144            | 77                       |
| Загалом             | 15715          | 2309                     |

Основні поселення волості:
- Коритниця — колишнє державне містечко при річці Буг за 23 версти від повітового міста, волосне правління, 321 особа, 46 дворів, православна церква, костел, синагога, єврейський молитовний будинок, школа.
- Кладнів (Солтиси) — колишнє державне село при річці Буг, 573 особи, 75 дворів, кладовищенська православна церква, постоялий будинок.
- Стенжаричі — колишнє власницьке село при річці Грабівці, 576 осіб, 70 дворів, православна церква, школа, постоялий будинок, цегельний та смоляний заводи.

## Під владою Польщі
18 березня 1921 року Західна Волинь окупована Польщею. Волості було перетворено на ґміни, відповідно, адміністративна одиниця отримала назву ґміна Коритніца. Волость входила до Володимирського повіту Волинського воєводства. Межі та склад колишньої волості зберігся, що й за Російської імперії та Української держави.
Розпорядженням міністра внутрішніх справ 25 листопада 1933 р. колонії Олександрівка і Северинівка передані з ґміни Коритниця до ґміни Верба.
Польською окупаційною владою на території ґміни інтенсивно велася державна програма будівництва польських колоній і заселення поляками. На 1936 рік ґміна складалася з 28 громад:
1. Бистряки — село: Бистряки, колонія: Бистряки та смолярня: Бистряки;
2. Чернявка — село: Чернявка, лісничівка: Чернявка, лісопильне селище: Чернявка та гаївка: Ферма;
3. Едвардполе — колонія: Едвардполе та фільварок: Ворчин-Новий;
4. Гряда-Мосурська — села: Гряда-Мосурська і Добрий-Край, гаївка: Гряда та лісничівка: Кладнів;
5. Ішів — село: Ішів, лісничівка: Ішів та смолярня: Ішів;
6. Корчунок — село: Корчунок та військове селище: Корчунок;
7. Каролівка — колонія: Каролівка;
8. Кладнів — село: Кладнів та гаївка: Кладнів;
9. Коритниця — містечко: Коритниця, села: Граївка, Голендри-Семенівка і Паридуби-Коритницькі;
10. Мосур — село: Мосур та гаївка: Мосур;
11. Микитичі — село: Микитичі та гаївки: Микитичі-Спірні і Заруддя;
12. Полум'яне — колонія: Полум'яне та гаївка: Вовчі-Броди;
13. Пузів — село: Пузів та селище: Пузів;
14. Селіски — колонія: Селіски;
15. Солтиси — село: Солтиси;
16. Стенжаричі — село: Стенжаричі, колонія: Стенжаричі та лісопильне селище: Стенжаричі;
17. Стрілецька — колонія: Стрілецька та гаївки: Нипчики, Нова-Гута, Новини і Стара-Гута;
18. Тростянка — село: Тростянка та лісничівка: Орлове;
19. Турівка — колонія: Турівка;
20. Вірів — колонії: Вірів і Пужів та фільварок: Вірів;
21. Ворчин — село: Ворчин, фільварки: Ворчин та Ворчин-Старий;
22. Вілька-Видранецька — село: Вілька-Видранецька та селище: Вовчі-Броди;
23. Вруби — село: Вруби-Паридуби;
24. Видранка — село: Видранка, лісничівка: Видранка та надлісництво: Колода;
25. Заболоття — село: Заболоття;
26. Заброди — колонія: Заброди;
27. Залужжя — село: Залужжя.

Після радянської анексії західноукраїнських земель ґміна ліквідована у зв'язку з утворенням районів.